# Torre Redonda (Argelita)

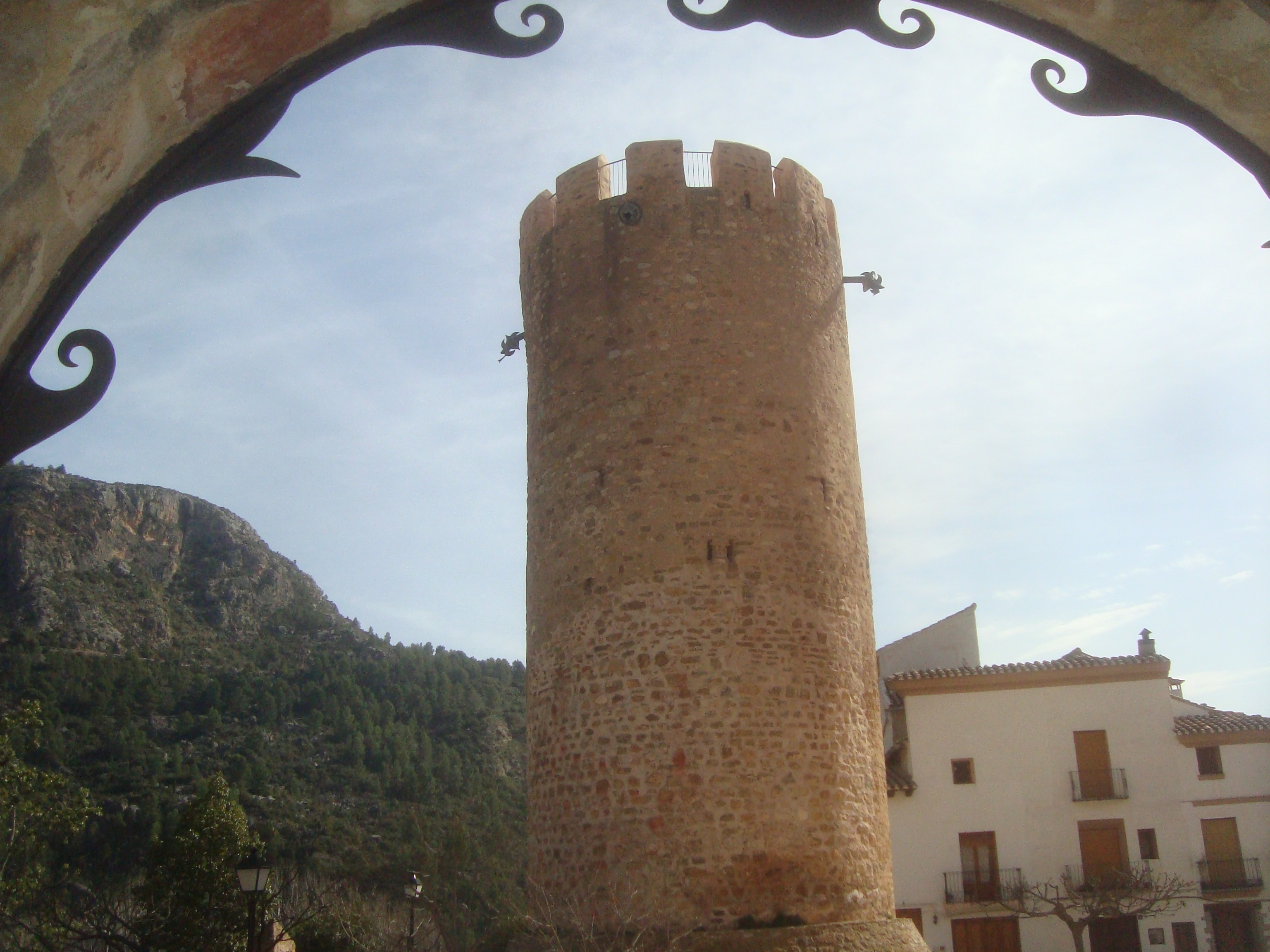
Torre Redonda de Argelita.

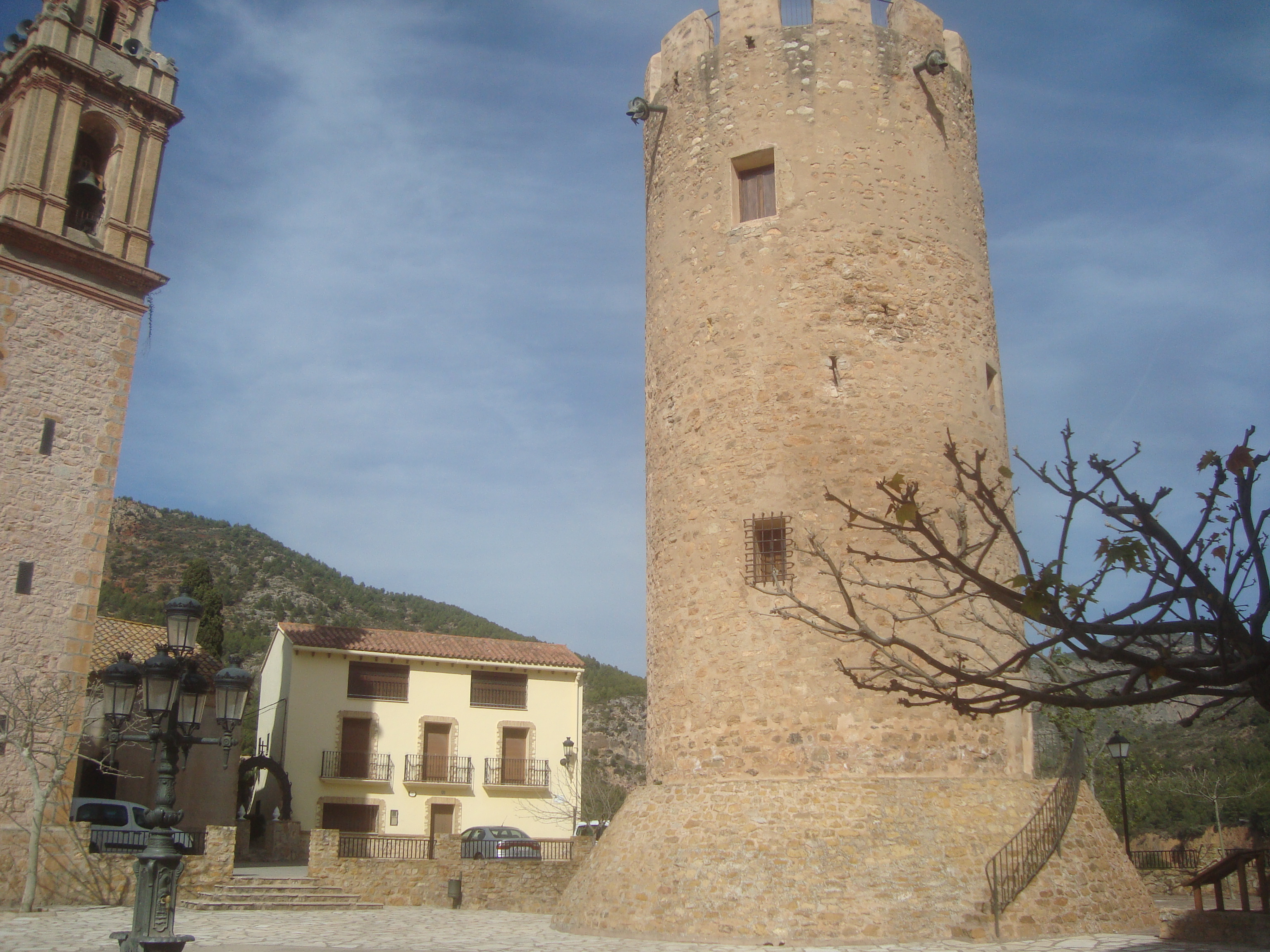
Torre Redonda de Argelita.

La Torre Redonda de Argelita (Castellón, España) se ubica en el casco urbano de la población, en el centro de la plaza de la Iglesia, junto a los restos del Palacio de Abú Zayd. Aunque se encuentra junto a los restos del palacio no formaba parte de este, sino que era una estructura defensiva exterior al mismo. Originaria del siglo XIII, e igualmente de origen islámico, la torre se halla restaurada. 
Posee una forma cilíndrica con planta baja y dos alturas, coronada por almenas. Está exenta, aunque hasta el momento de su restauración se adosaba a otras construcciones. 
Su fábrica es de mampostería y presenta varias ventanas en su cuerpo. En su base se conserva una inscripción árabe conmemorativa datada en 1252. El acceso se realiza por una puerta dotada de arco de medio punto, elevada, a la que se llega por una escalera de piedra que se ha adosado a la construcción original. 

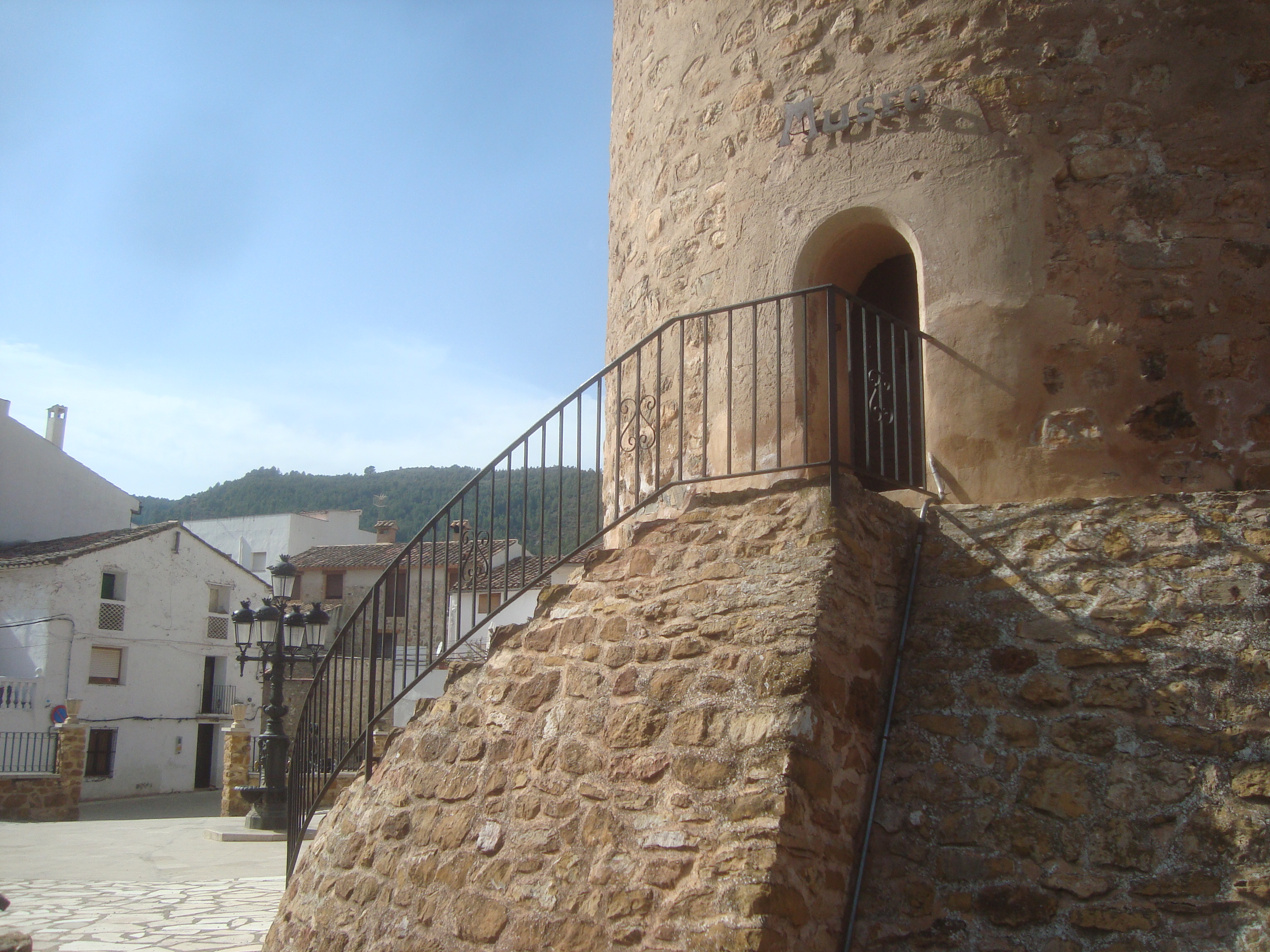
Torre Redonda de Argelita.

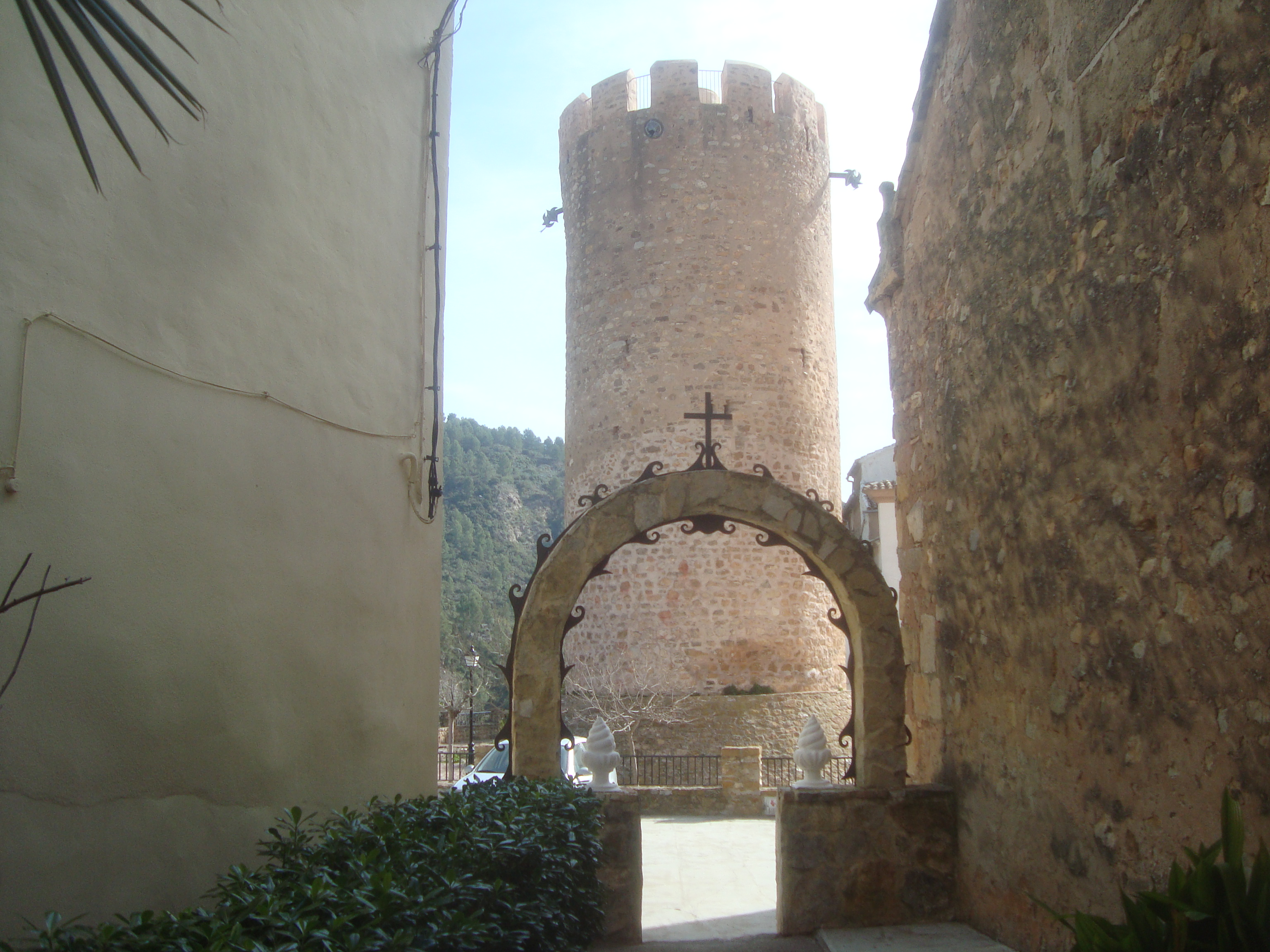
Torre Redonda de Argelita.

En su interior se encuentra el museo etnológico de la población.